# آرسن هامبارتسومیان
آرسن خاچیکی هامبارتسومیان (ارمنی: Արսեն Խաչիկի Համբարձումյան؛ زادهٔ ۳۰ ژوئن ۱۹۷۳) تاریخ‌نگار و سیاست‌مدار اهل ارمنستان که از تاریخ ۲۰۰۸ تا تاریخ ۲۰۰۹ در دولت تیگران سارگسیان سمت وزیر کار و تأمین اجتماعی ارمنستان را بر عهده داشت.

## زندگی‌نامه
در ۳۰ ژوئن ۱۹۷۳ در ایروان به دنیا آمد و از دانشگاه دولتی ایروان فارغ‌التحصیل شد. 